# Distrito de Hulan
El Distrito de Hulán (呼兰区 ; pinyin : Hūlán Qū) es una subdivisión administrativa de la provincia china de Heilongjiang en la jurisdicción de la prefectura de Harbin.
- Datos: Q1027409
- Multimedia: Hulan District, Harbin / Q1027409